# Araneus diadematus
Araneus diadematus (tên tiếng Anh: Nhện vườn châu Âu), nhện vương miện, nhện thánh giá là loài nhện rất phổ biến và nổi tiếng ở châu Âu và một số khu vực của Bắc Mỹ, trong phạm vi mở rộng từ New England và Đông Nam đến California và Tây Bắc Hoa Kỳ và các bộ phận lân cận ở miền nam Canada.
Màu nhện cá nhân có thể nằm trong khoảng từ cực kỳ vàng sáng đến vàng xám rất tối, nhưng tất cả nhện vườn châu Âu có dấu hiệu đốm trên lưng, với năm đốm hoặc nhiều hơn, chấm lớn màu trắng tạo thành một chữ thập. Các dấu chấm màu trắng kết quả từ các tế bào chứa đầy guanine, mà là một sản phẩm phụ của quá trình chuyển hóa protein. 
Con cái trưởng thành có chiều dài từ 6,5 đến 20 mm, trong khi con cái dài khoảng từ 5,5 đến 13 mm (0,22 để 0,51 trong).

## Hình ảnh

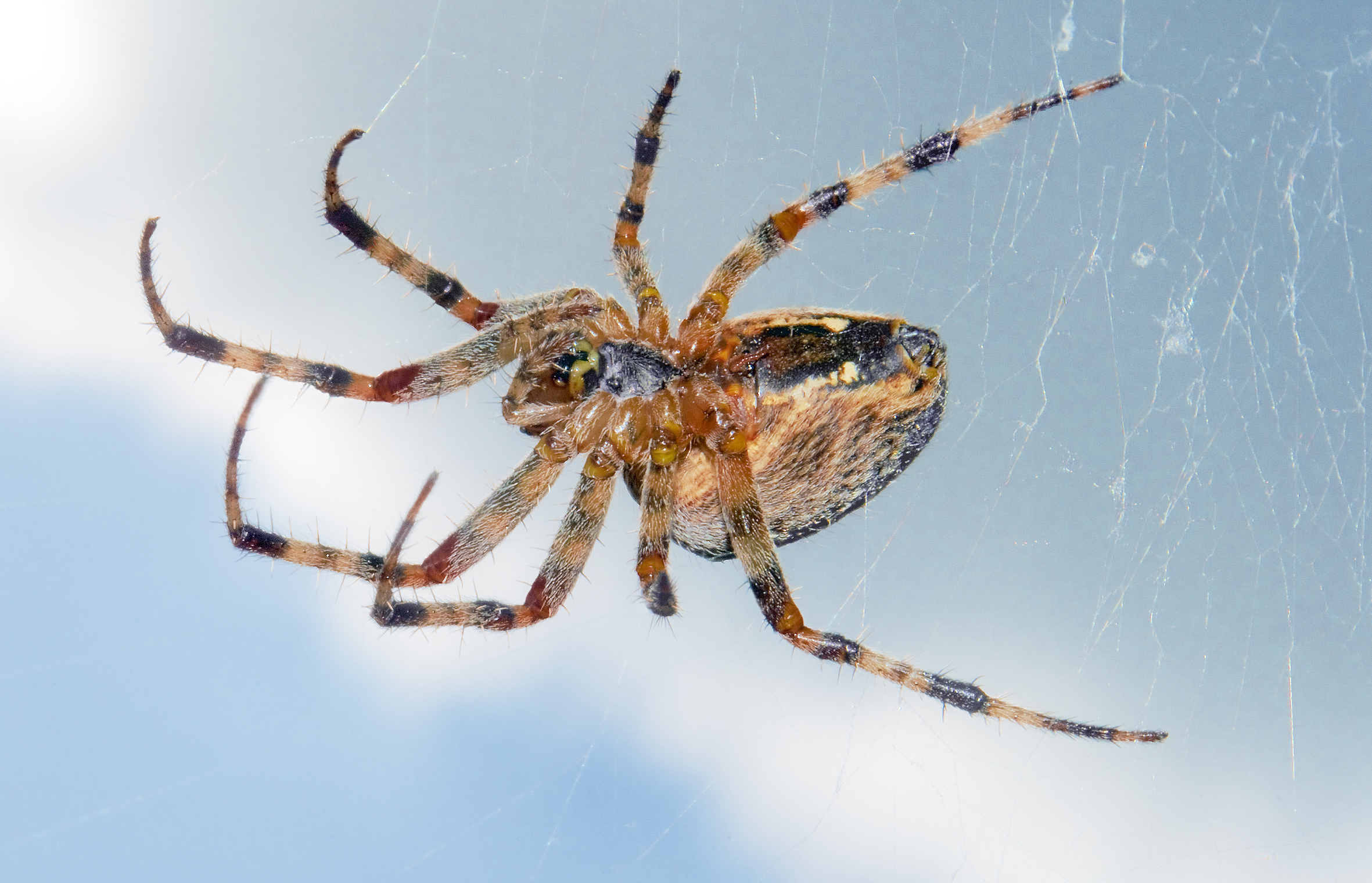
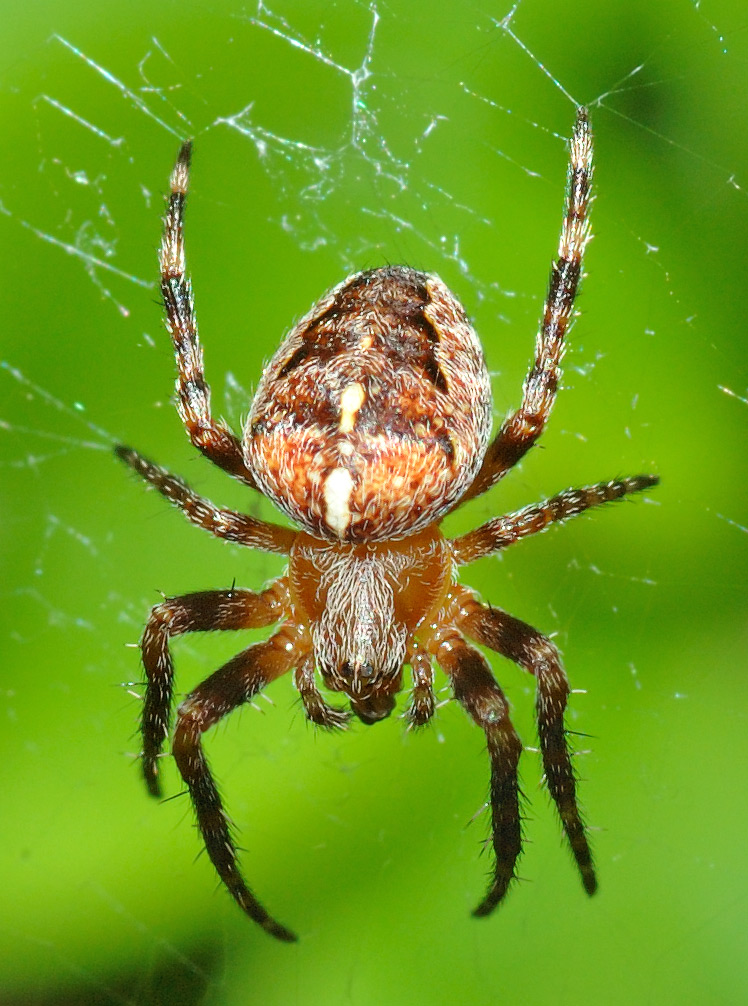
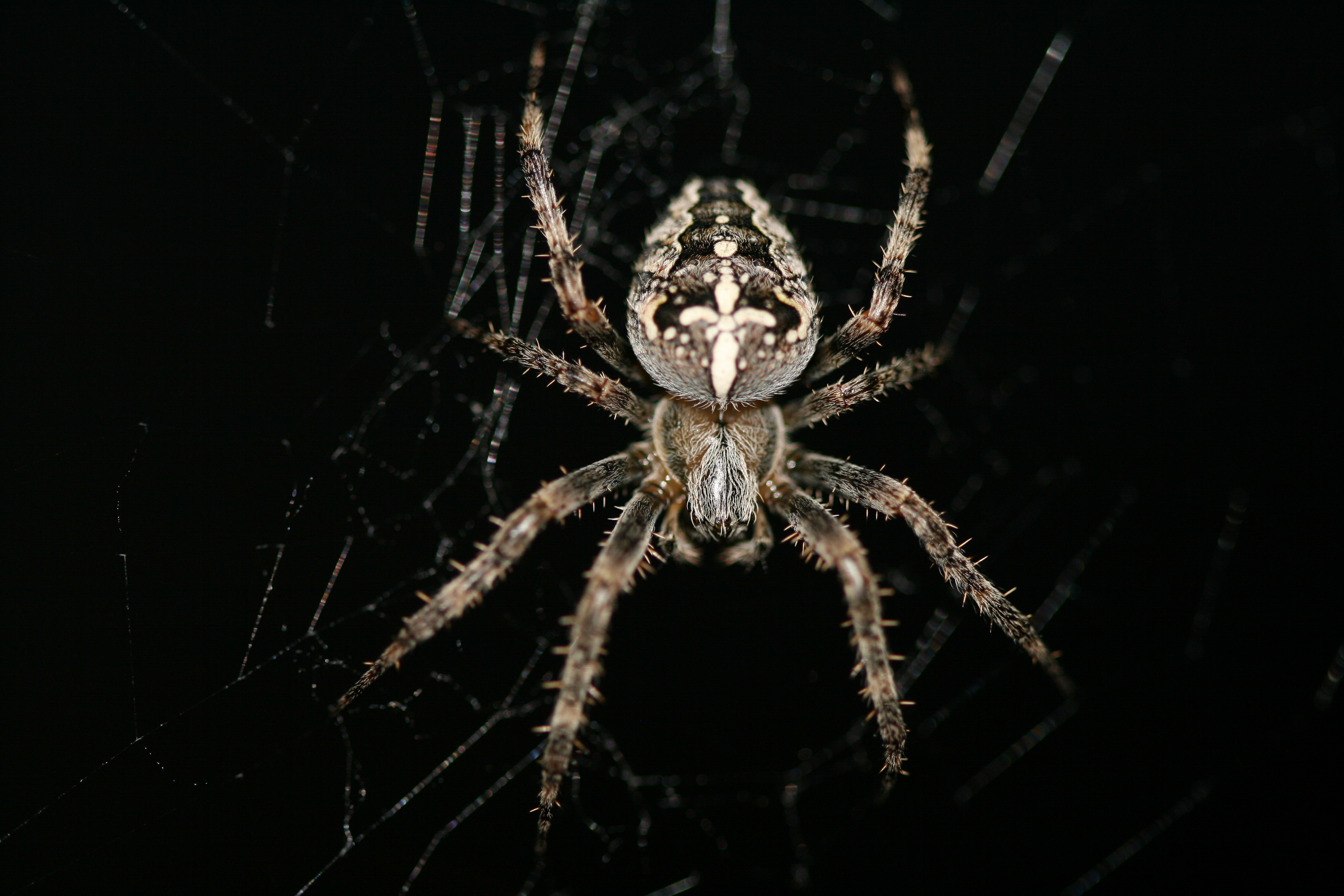
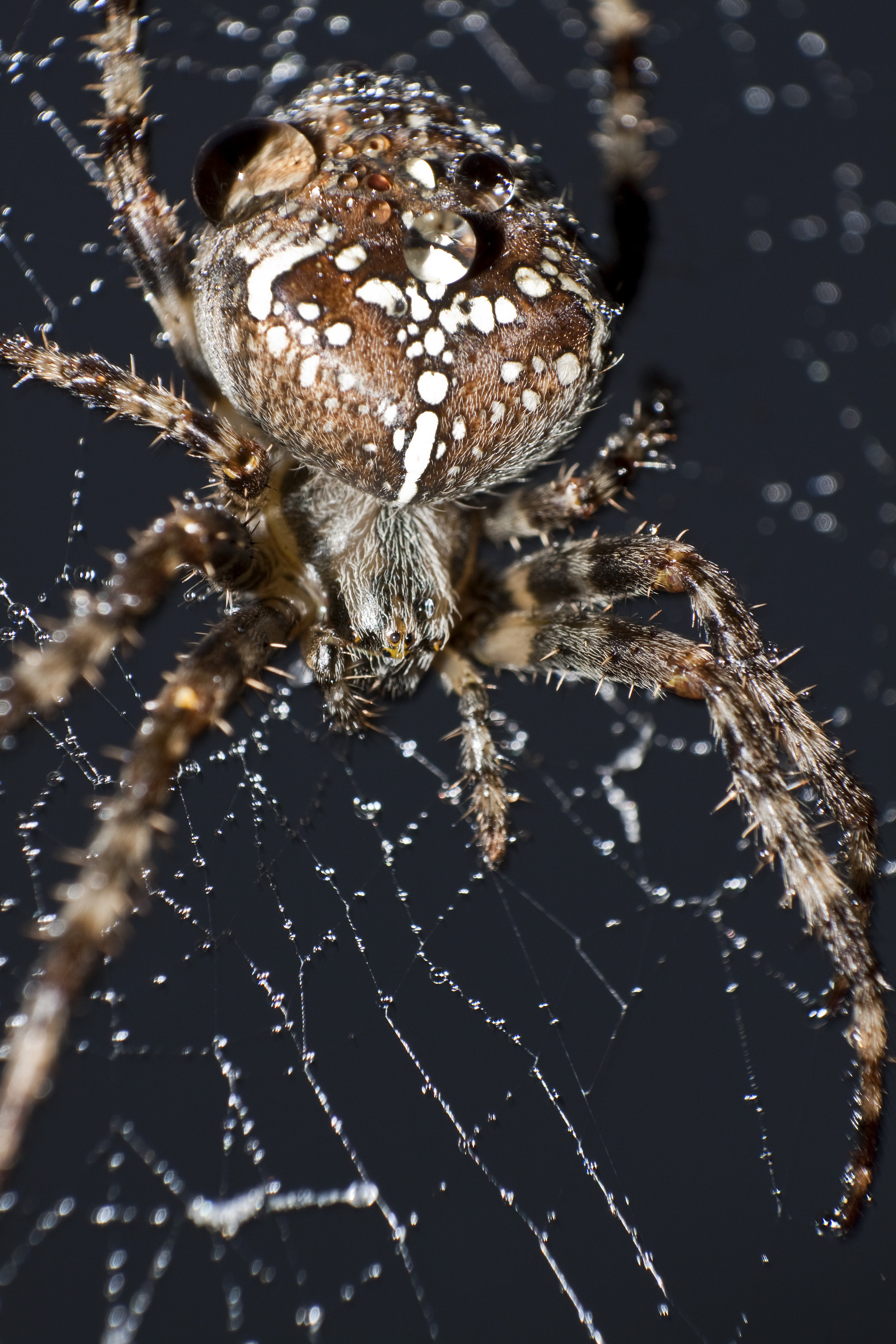

## Phân loài
Loài này có các phân loài sau:
- Araneus diadematus islandicus
- Araneus diadematus nemorosus
- Araneus diadematus soror
- Araneus diadematus stellatus